# 江藤侑里
江藤 侑里（えとう ゆうり、1992年 - ）は、日本のAV女優。オールプロモーション所属

## 略歴・人物
大阪府出身。
2017年12月、プレミアムの専属女優としてAVデビュー。関西の元地方局アナウンサーとされている。

## 出演作品

### アダルトDVD
2017年
- 関西バラエティ番組で活躍した元地方局アナウンサーDebut!（12月19日、プレミアム）

2018年
- 元地方局アナウンサー 絶頂96回イキすぎ性感開発（2月1日、プレミアム）
- チンチンに舌を密着させて丸ごと咥えこみ! 味わうように10本舐めつくす実況ご奉仕フェラチオ（2月19日、プレミアム）
- 接吻NTR 彼VS男優どっちのキスが濡れるでSHOW!!（4月19日、はじめ企画）他出演:山井すず、舞島あかり
- 120%リアルガチ軟派伝説 59 in 岐阜（4月20日、プレステージ）※「さやか」名義　他出演:みき、りょうこ、みなみ、まどか
- ボクの事を昔イジメていたヤンキー娘が美人妻になって健全なマッサージ店で性的サービスをしている情報を入手、それをネタに復讐ついでに中出しまでした件。 14（6月1日、変態紳士倶楽部）他出演:碧しの、香椎りあ
- 五●田にある美人揃いで有名なイメクラに盗撮メガネをかけて潜入。手コキだけのお店のはずなのにフェラやパイズリまでしてもらえた理由 6（6月1日、変態紳士倶楽部）他出演:碧しの、香椎りあ、五十嵐星蘭、栄川乃亜、風間リナ、西宮このみ、紗藤まゆ ほか
- マジックミラー号 卒業式シーズン到来 憧れの大好きな先生と2人っきり！「女性ってどうやったらイクんですか…？」真剣に指導するあまり、男子生徒と女教師が一線を越えた禁断の関係に!（6月7日、SODクリエイト）※「みさと」名義　他出演:きょうこ、ひろみ
- 女子●生が女教師を弄ぶ 悪戯レズ同棲♥ 〜初めてのマンツーマンレズレッスン〜（6月19日、レズれ!）共演:倉木しおり
- 喪服未亡人、夫を亡くした悲しみにつけ込んだ義兄に何度も中出しされて（6月21日、ヒビノ）
- レズれ!祝5周年記念 勉強仕事に疲れてウトウトしているととっても身近で信頼していたアノ女(ひと)が突然Hな悪戯! 嫌がるどころかストップされたくないほど気持ち良くなったワタシはそのまま寝たフリ我慢していると笑顔の真性レズは股間まで手を突っ込んでくるんです…声が出ちゃいそうになっているのを知ってか知らずかいっぱい濡れちゃったワタシの大事なアソコの中に鼻息荒くしながら激しく指入れ!!男の人より断然気持ちいい手マンに犯されたワタシは痙攣するまでイッちゃいました…。（7月19日、レズれ!）共演:倉木しおり　他出演:星奈あい、永井みひな、佐々木あき、阿部栞菜、香苗レノン、伊織涼子、佐倉ねね、北川ゆず、北川エリカ、明里ともか、あおいれな、愛里るい、優梨まいな
- 突然押しかけてきた嫁の姉さんに抜かれっぱなしの1泊2日（7月19日、ヴィーナス）
- 清楚な顔してイキまくる敏感美女のセックス事情（11月1日、S-Cute）他出演：星川光希、内川桂帆

### VR
- 今日は誕生日やからウチのこと好きにしてもえぇよ 関西弁彼女とお家でまったりパーティーデート（2018年5月12日、ブイワンVR）
- 関西に出張中、高級風俗嬢に中出し 疲れた体とチ●ポを癒す特別極上サービス（2018年9月29日、TEPPAN VR）

## メディア出演

### テレビ
- ダラケ! シーズン13 #6「アダルト大賞投票〆切ド直前!セクシー女優エロ攻撃で駆け込みSP!」（2018年1月25日、BSスカパー!）共演:あかね葵、彩奈リナ、栄川乃亜、榎本美咲、波木はるか、蓮実クレア、美咲かんな、南梨央奈

### ウェブテレビ
- 桃色♡ゲームチャンネル（2018年2月8日 - 、AbemaTVウルトラゲームス）